# Municipio de Brandenburg
El municipio de Brandenburg (en inglés: Brandenburg Township) es un municipio ubicado en el condado de Richland en el estado estadounidense de Dakota del Norte. En el año 2010 tenía una población de 102 habitantes y una densidad poblacional de 1,12 personas por km².

## Geografía
El municipio de Brandenburg se encuentra ubicado en las coordenadas 46°9′10″N 96°49′28″O / 46.15278, -96.82444. Según la Oficina del Censo de los Estados Unidos, el municipio tiene una superficie total de 91.29 km², de la cual 91,29 km² corresponden a tierra firme y (0 %) 0 km² es agua.

## Demografía
Según el censo de 2010, había 102 personas residiendo en el municipio de Brandenburg. La densidad de población era de 1,12 hab./km². De los 102 habitantes, el municipio de Brandenburg estaba compuesto por el 92,16 % blancos, el 0,98 % eran amerindios, el 5,88 % eran asiáticos y el 0,98 % eran de una mezcla de razas. Del total de la población el 0 % eran hispanos o latinos de cualquier raza.